# 不幸なる我が身 (バード)
不幸なる我が身 Infelix egoは、ウィリアム・バード作曲の無伴奏合唱のためのモテット。6声の混声合唱(ソプラノ、アルト、2部のテナー、2部のバス)のために書かれた。正確な作曲年は不明だが、1580年代に作曲された。歌詞は、メディチ家追放後のフィレンツェで神政政治を行ったが1498年に捕縛、絞首刑の後火刑に処せられたドミニコ会修道士ジローラモ・サヴォナローラの『詩篇50番についての瞑想』
Meditation on Psalm 50
によっており、
ラテン語である。

## 曲の構成
曲は3部(1-98小節 Infelix ego etc., 99-161小節 Quid igitur etc.,162-268小節 Ad te igitur etc.)に分かれている。
曲の大部分は6声のかなり複雑なポリフォニーとして書かれているが、第3部の「Miserere　mei」の部分のみほぼホモフォニーとして書かれており
この部分の歌詞は明瞭に聞こえる。バードが歌詞の力点をこの部分に見ていたことは明白だろう。

## 歌詞
| Infelix ego, omnium auxilio destitutus, qui cœlum terramque offendi: Quo ibo? Quo me vertam? Ad quem confugiam? Quis mei miserebitur? Ad cœlum levare oculos non audeo. Quia ei graviter peccavi. In terra refugium non invenio. Quia ei scandalum fui. Quid igitur faciam? Desperabo? Absit. Misericors est Deus, pius est salvator meus. Solus igitur Deus refugium meum: Ipse non despiciet opus suum, non repellet imaginem suam. Ad te igitur, piissime Deus, tristis ac mœrens venio: Quoniam tu solus spes mea, tu solus refugium meum. Quid autem dicam tibi? Cum oculos levare non audeo, verba doloris effundam, misericordiam tuam implorabo, et dicam: Miserere mei Deus, secundum magnam misericordiam tuam. | 不幸なる我が身 全ての助けを失い 天国と地上に対して罪を犯した私 私はどこへ行けばよいのか？ どこへ返ればよいのか？ 誰の元へ飛び立てばよいのか？ 誰が私を憐れんでくれるだろう？ 私は天国を見上げる勇気がない なぜなら、天国に対して私はあまりにもひどい罪を犯してしまったのだから 地上に私の逃げ場はない なぜなら、地上おいて私は非道な者なのだから ならば、私は何をするのか？絶望するのか？ そうではない。 神は慈悲深く 我が救い主はお優しい ゆえに、神のみが我が逃げ場であろう 神は自らの創造物を軽蔑したりはしない 自らの姿に似せて作ったものを拒んだりはしない ゆえに、あなたは 最愛なる神よ ----- あなただけが我が希望であるがゆえに あなただけが我が逃げ場であるがゆえに しかし、私はあなたに何を言えばよいのだろうか なぜなら、私はあなたを見上げる勇気がないのだから 私は悲しみの言葉を吐き出し 慈悲を乞い そして、言うのだろう 主よ、私を憐れみたまえ あなたの大いなる同情心によって、と |

サヴォナローラによるこの歌詞は、処刑のために未完成となったTristitia obsedit meとともに、
サヴォナローラが処刑された後ヨーロッパに急速に広まっていった。
この歌詞に作曲した作曲家はバードだけではなく、
例えばオルランド・ディ・ラッソなど他にもたくさんいる。

## 演奏時間
約14分

## 出版
1589年と1591年に出版されたCantiones sacraeの第2巻に収録されている。

## 楽譜
Choral Public Domain LibraryよりPDFファイルとして入手できる。